# Папазян, Ваграм Камерович
Вагра́м (Варфоломей) Каме́рович (Гомэрович, Памирович) Папазя́н (арм. Վահրամ Փափազյան; 1888—1968) — армянский, советский актёр театра и кино, театральный режиссёр. Народный артист СССР (1956).

## Биография
Родился 6 (18) января 1888 года в Константинополе (ныне — Стамбул, Турция).
Учился в Италии, сначала в Венеции (1905−1907), затем в Миланской академии художеств (1908−1911), где участвовал в спектаклях трупп Э. Дузе, Э. Новелли, Э. Цаккони, Дж. Грассо (в Италии и за её пределами). Совершенствовался в Париже.
В 1907−1922 годах (с перерывами) работал в армянских труппах Константинополя. Гастролировал по городам Болгарии, Албании, Македонии, Фракии. В 1913−1915 годах выступал в Баку и Тифлисе. В 1918 году снимался на Ялтинской кинофабрике.
В 1922 году с группой актёров (Р. Нерсесян, М. Джанан и др.) переехал в СССР.
В 1922−1954 годах играл и ставил спектакли в армянских и русских труппах Закавказья (Ереван, Тбилиси, Баку), РСФСР (Ленинград, Москва) и Украины (Одесса).
В 1922−1923 годах — актёр и режиссёр 1-го Государственного театра Армении (ныне Армянский театр имени Сундукяна) (Ереван).
В 1926 году поставил драму «Маскарад» М. Ю. Лермонтова в Тифлисском армянском театре, где играл роль Арбенина. Считая старый перевод несценичным, сам перевел драму на армянский язык. В 1926—1927 годах руководил этим театром.
В 1932−1954 годах жил в Ленинграде, даже в период блокады во время войны оставался в городе. В 1941—1944 годах — актёр ленинградских театров — Большого драматического театра им. М. Горького и Театра драмы им. А. Пушкина.
Гастролировал во многих городах СССР, а также во Франции, Иране, Болгарии, Ливане. В 1932 году в парижском театре «Одеон» играл роли Отелло и Гамлета.
С 1954 года — актёр Армянского театра им. Г. Сундукяна (Ереван).
С 1917 года снимался в кино. На кинофабрике Александра Ханжонкова (ныне Ялтинская киностудия) снимался под псевдонимом Эрнесто Ваграм.
Умер 5 июня 1968 года в Ленинграде. Похоронен в пантеоне парка им. Комитаса в Ереване.
В Ленинграде проживал на ул. 6-я Советская, д. 5.

### Семья
- Первая супруга — Ахавни Азариевна Дердзакян (1886, Стамбул — 1957, США). Сценический псевдоним — Грачуи. В 1912 году вышла замуж за Ваграма Папазяна. Вместе сыграли в ряде спектаклей. Об их союзе писала пресса того времени. «Самая яркая звезда нынешней турецко-армянской сцены Ваграм Папазян сможет образовать на затемненной земле маленькое созвездие — турецко-армянский театр. А молодожены Ваграм Папазян и Грачуи — это начало нового предприятия, театрального тура, который начнется в Измире и продолжится в Адане, Алеппо, Александрии, Каире». В 1913 году Папазян уехал из Стамбула в Тифлис. Пара рассталась навсегда.
  - У них был сын Мисак, с которым она уехала в США навсегда.
- Вторая супруга — Валентина Федоровна Каурова (1898—1942) — актриса. 
  - Дочь — Мария Ваграмовна Папазян (1919—1992), актриса Ленинградского театра драмы на Литейном, заслуженная артистка РСФСР (1972).
    - Внучка — Олимпия Ивановна (1938—1998)
- Третья супруга — Анаит Дадян.

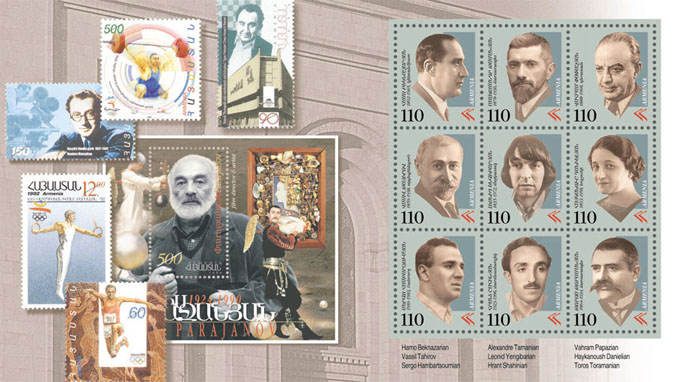
Бекназарян, Таманян, Папазян, Таиров, Енгибарян, Даниелян, Амбарцумян, Шагинян, Тороманян

- Супруга — Валентина Папазян-Рейх (с 1943)[3].

## Награды и звания
- Народный артист Армянской ССР (1933)
- Народный артист Грузинской ССР (1933)
- Народный артист Азербайджанской ССР (1935)[4].
- Народный артист СССР (1956)
- Орден Ленина (1967)
- Медали СССР.

## Творчество
В его творчестве опыт западноевропейской актёрской школы органично сочетался с демократическими традициями армянского сценического искусства. Особо тяготел к классике, произведениям У. Шекспира, приобрел всемирную известность исполнением роли Отелло. Описывая лучших Гамлетов на русской сцене, Рубен Симонов пишет: «Ваграм Папазян в роли Гамлета стремился раскрыть борьбу героя с собственным неукротимым характером, играя человека, неспособного совладать со стихией своих страстей».

### Роли
в классической драматургии:
- 1908 — «Отелло» У. Шекспира — Отелло
- 1908 — «Ромео и Джульетта» У. Шекспира — Ромео
- 1912 — «Гамлет» У. Шекспира — Гамлет
- 1913 — «Дон Жуан, или Каменный пир» Мольера — Дон Жуан
- 1917 — «Маскарад» М. Ю. Лермонтова — Арбенин
- 1920 — «Привидения» Г. Ибсена — Освальд
- 1922 — «Разбойники» Ф. Шиллера — Карл
- 1922 — «Монна Ванна» М. Метерлинка — Принчивалле
- 1922 — «Потонувший колокол» Г. Гауптмана — Гейнрих
- 1926 — «Метель» по А. С. Пушкину — Владимир
- 1927 — «Макбет» У. Шекспира — Макбет
- 1941 — «Король Лир» У. Шекспира — Лир
- 1952 — «Живой труп» Л. Н. Толстого — Протасов
- «Семья преступника» П. Джакометти — Коррадо
- «Уриэль Акоста» К. Гуцкова — Уриэль Акоста

в армянском репертуаре:
- 1915 — «Намус» А. М. Ширванзаде — Сейрана
- 1917 — «Васак» Д. К. Демирчяна — Вардана
- 1926 — «Капказ-тамаша» Е. Чаренца — Кара
- 1927 — «Кум Моргана» А. М. Ширванзаде — Жоржа.
- 1956 — «Моё сердце в горах» У. Сарояна — Мак-Грегор

### Постановки

#### Армянский театр имени Сундукяна
- 1922 — «Нора» Г. Ибсена
- 1922 — «Дон Жуан, или Каменный пир» У. Шекспира
- 1922 — «Ученик дьявола» Б. Шоу
- 1923 — «Отелло» У. Шекспира
- 1923 — «Слуга двух господ» К. Гольдони
- 1923, 1958 — «Уриэль Акоста» К. Гуцкова
- 1923 — «Монна Ванна» М. Метерлинка
- 1923 — «Кин, гений и беспутство» А. Дюма

#### Тифлисский армянский театр
- 1926 — «Маскарад» М. Ю. Лермонтова
- 1927 — «Макбет» У. Шекспира
- 1927 — «Капказ-тамаша» Е. Чаренца.

### Фильмография
- 1917 — Вдова — Роберт Тотвен
- 1917 — В стране любви — Альберто
- 1917 — Искушение — фра Цио
- 1917 — Мечта и жизнь
- 1917 — Саидэ
- 1917 — Сумерки — музыкант Заремба
- 1917 — У врат славы — скрипач Виктор Ставский
- 1918 — Две матери
- 1918 — Доктор Катцель — земский врач Катцель
- 1918 — Клятвой спаянные — Нери
- 1918 — Мимо счастья — Алексей, брат Ванды
- 1918 — Не та, так другая
- 1918 — Поэт и падшая душа — Красов, писатель
- 1918 — Сказка весеннего ветра — знаменитый авиатор
- 1918 — Стелла Марис
- 1922 — Любовная трагедия в Стамбуле — главная роль
- 1922 — Тайна Босфора — главная роль
- 1923 — Легенда о Девичьей башне — музыкант Заремба
- 1953 — Великий воин Албании Скандербег — султан Мурад
- 1955 — Призраки покидают вершины — Даниель-бек
- 1956 — Сердце поёт — Габриель-ага
- 1964 — Мсье Жак и другие (киноальманах) («Издержки вежливости») — Мигран-ага.

## Литературное творчество

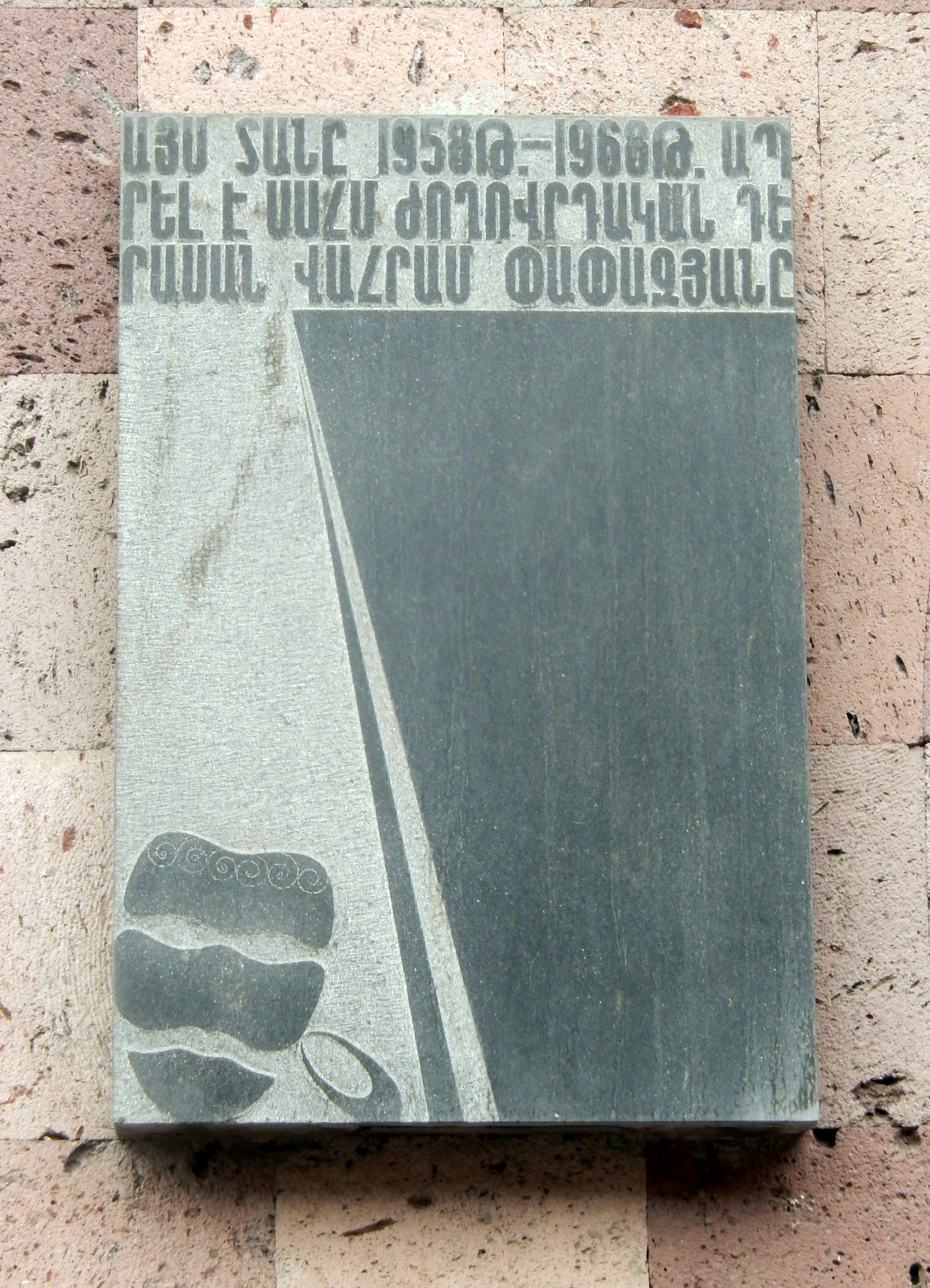
Улица Киевян, 5

- Автор двухтомных мемуаров, книги «По театрам мира» (Л.—М., 1937), исследования, посвященного исполнению роли Отелло, и др.

## Память
- В 2000 году была выпущена почтовая марка Армении, посвященная В. Папазяну.